# Ґеорґе Вринчану
Ґеорґе Вринчану, також Джордж Вранчеану (рум. Gheorghe Vrănceanu; 30 червня 1900, Ліпова, Бакеу — 27 квітня 1979, Бухарест) — румунський математик, учень Гільберта і Леві-Чивіти, один з провідних геометрів середини XX століття . Праці в області диференціальної геометрії і топології (понад 300 статей і кілька монографій, перекладених на французьку та німецьку мови).
Віце-президент Міжнародного математичного союзу (1975—1978). Дійсний член Румунської академії (з 1955, член-кореспондент з 1946 року). З 1964 року — президент математичної секції Румунської академії, редактор математичного журналу «Revue Roumaine de Mathématiques Pures et Appliquées». Лауреат Державної премії Румунії (1952). Почесний доктор Болонського і Ясського університетів. Член Королівської фламандської академії наук в Брюсселі (1970) і Королівського товариства Льєжа (1972). Засновник Математичного інституту Румунської академії.